# Черевички (фильм-опера, 1944)
«Череви́чки» — советский полнометражный чёрно-белый художественный фильм-опера, созданный на Центральной Объединённой киностудии художественных фильмов (ЦОКС) в 1944 году режиссёрами Михаилом Шапиро, Надеждой Кошеверовой.
Экранизация одноимённой оперы П. И. Чайковского, либретто которой написано известным поэтом Яковом Полонским по мотивам повести Н. В. Гоголя «Ночь перед Рождеством».
Премьера фильма состоялась 21 апреля 1945 года.

## Сюжет
Солоха, мать кузнеца Вакулы, в его отсутствие принимает гостей: беса, Голову, Дьяка и Чуба — отца Оксаны. Гости прячутся в мешки, а вернувшийся от капризной красавицы Оксаны опечаленный Вакула решает навести в хате порядок. Он выносит мешки на улицу, где весело колядуют парубки и девушки, среди которых и Оксана. Она просит кузнеца достать ей  черевички, какие носит сама царица. Вакула садится верхом на беса, мчится в царский дворец и просит у государыни черевички. Тем временем жители Диканьки обнаружили, что Вакула пропал. Оксана жалеет, что так обошлась с ним. Получив от Вакулы ценный подарок, Оксана соглашается на замужество.

## В ролях
- Григорий Большаков — Вакула
- Лилия Гриценко[1] — Оксана
- Софья Големба — Солоха
- Георгий Гумилевский (поет Ан. Иванов) — бес
- Максим Михайлов — Чуб
- Николай Панчехин — Голова
- Николай Чесноков — дьяк
- Ольга Жизнева (поет М. Максакова) — Екатерина II

## Съёмочная группа
- Композитор — П. И. Чайковский опера «Черевички»
- Автор сценария — Михаил Шапиро, Надежда Кошеверова
- Режиссёр — Михаил Шапиро, Надежда Кошеверова
- Оператор — Евгений Шапиро
- Художник — Евгений Еней
- Звукооператор — Илья Волк
- Комбинированные съёмки:
Оператор — Борис Горбачёв
- Художник — Вульф Агранов
- Монтаж — Берта Погребинская